# Trehjuling

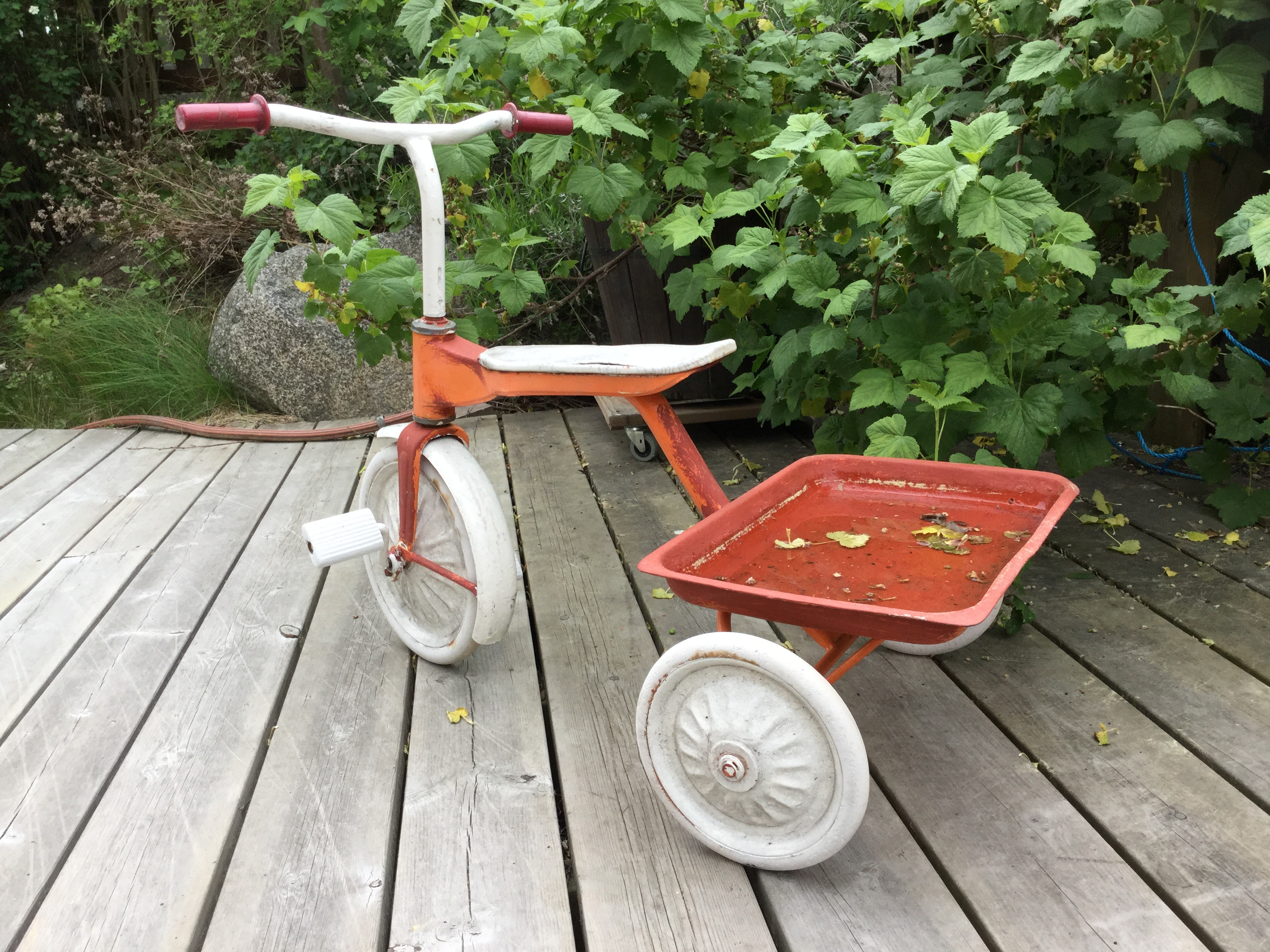
En trehjuling för barn från 1970-talet.

Trehjuling är ett fordon med tre hjul och avser vanligen en cykel för yngre barn.

## Trehjuliga cyklar
Trehjulig cykel används av barn som inte kan cykla på en tvåhjulig cykel. Trehjulingen rekommenderas av Nationella trafiksäkerhetsförbundet (NTF) när barnet ska lära sig cykla och är cirka 1,5 till 3 år. Den övar upp barnets motorik och balans. Oftast är pedalerna fastmonterade på framhjulets axel. Pedaldrivna trehjulingar med kedja används för transporter eller för bättre balans.
För transport av passagerare finns cykeltaxi (cykelriksha) som kan vara trehjulig.
En trehjuling kan även syfta på en handcykel. Dessa används särskilt av personer i rullstol eller med bendefekter och förekommer i paralympiska spelen.

## Trehjuliga motorfordon
Det finns olika typer av motorfordon som är trehjulingar, bland annat trehjulig motorcykel och flakmoped.
Efter andra världskriget fanns det många motordrivna trehjulingar, bland annat en heltäckt Messerschmitt, där passageraren satt bakom föraren som styrde med motorcykelstyre och båda under en kabin som hämtats från ett av Messerschmitts jaktplan.

## Bildgalleri

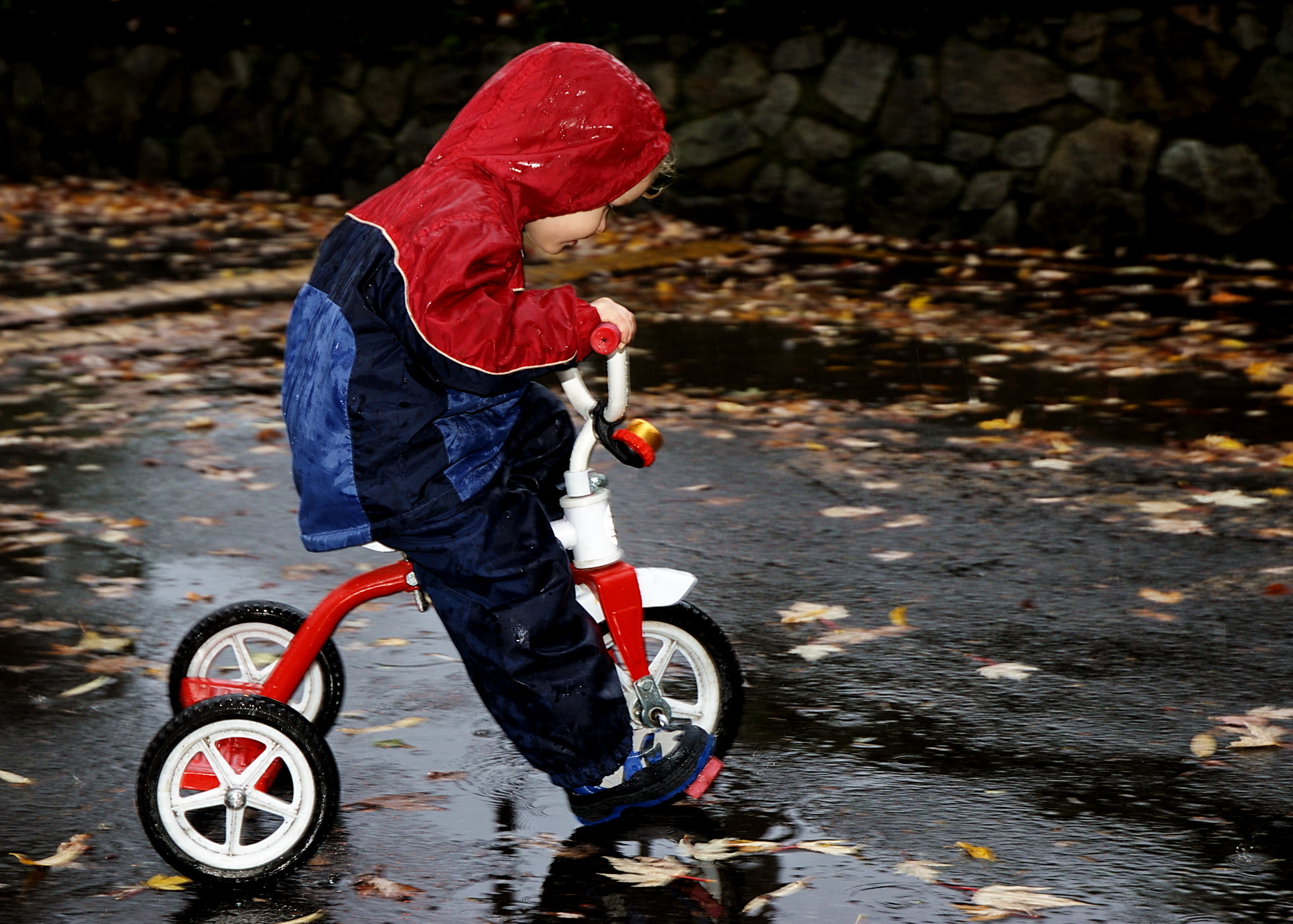
Ett litet barn cyklar på en trehjuling i regnet.
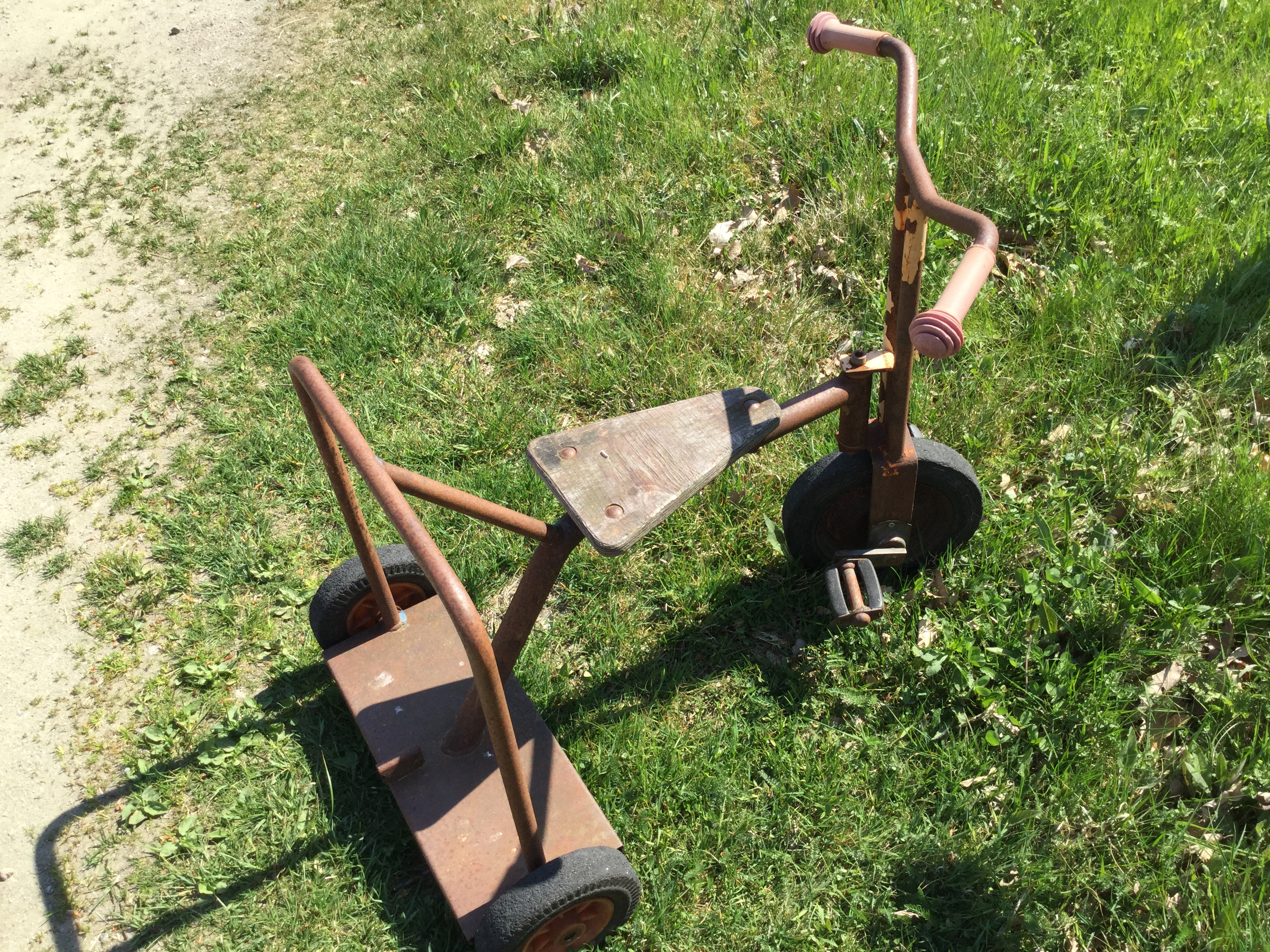
Gammal trehjuling.
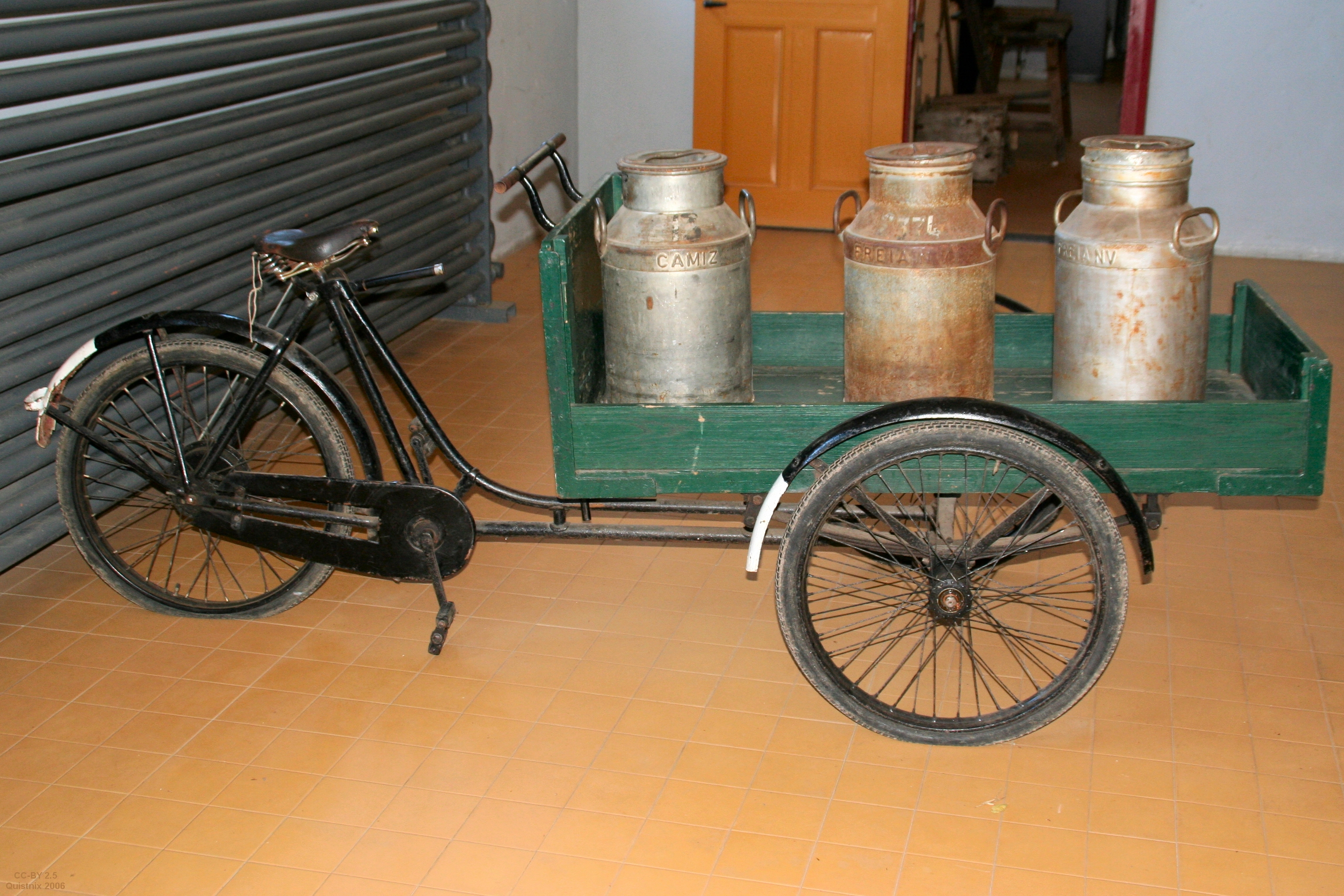
En holländsk flakcykel.
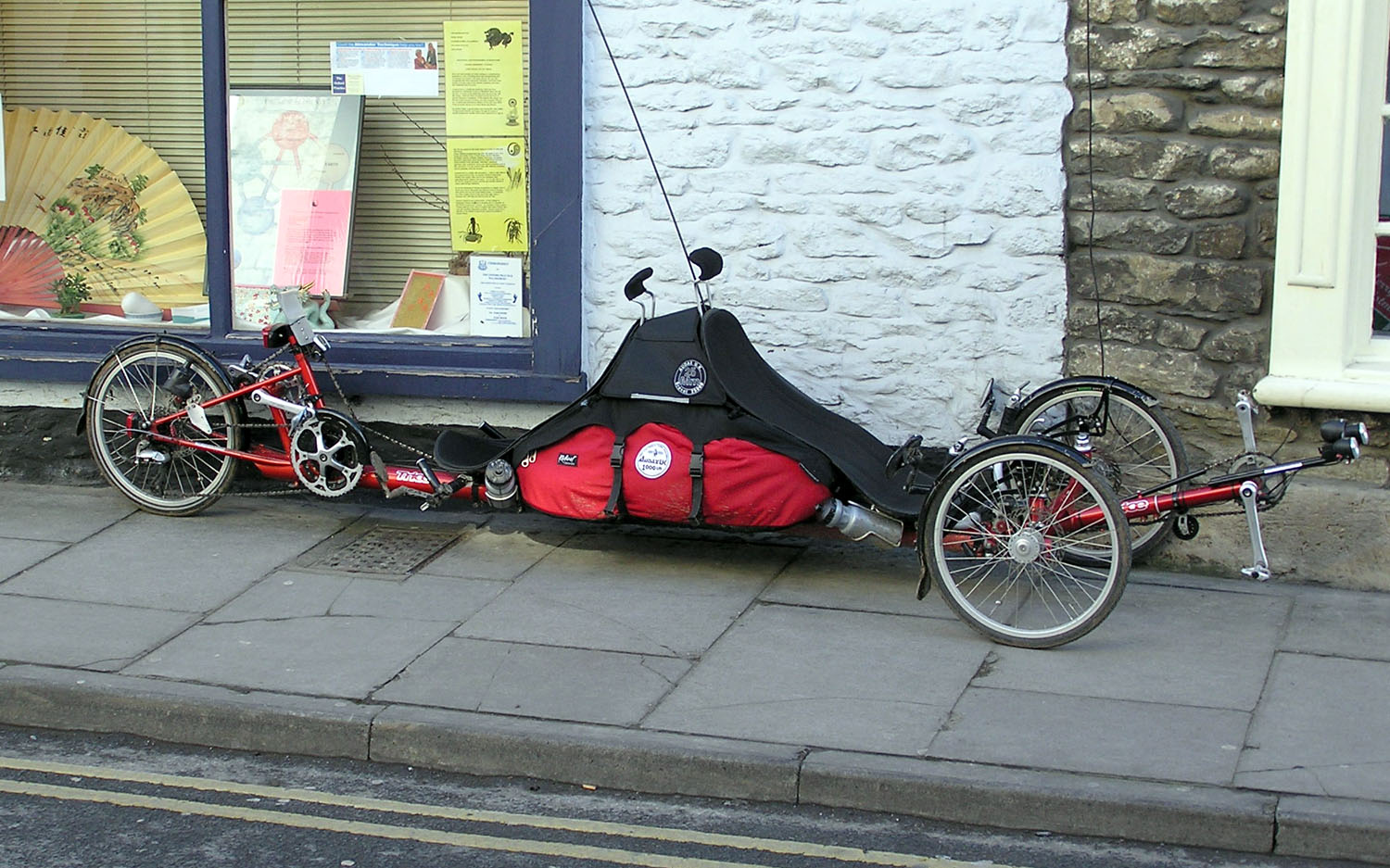
Modern trehjuling för vuxna.